# Karl Riha
Karl Riha (* 3. Juni 1935 in Krummau an der Moldau, Tschechoslowakei) ist ein deutscher Schriftsteller und Literaturwissenschaftler.

## Leben
Während und nach seinem Studium an der Universität Frankfurt am Main war Karl Riha von 1962 bis 1967 Feuilletonredakteur der Frankfurter Studentenzeitschrift Diskus. Ab 1965 arbeitete er als wissenschaftlicher Assistent an der Universität Frankfurt, ab 1969 an der Technischen Universität Berlin. Er promovierte 1969 über das Großstadtmotiv in der deutschen Literatur. 1972 habilitierte er sich und wurde 1975 Professor für Deutsche Philologie / Allgemeine Literaturwissenschaft an der Universität-Gesamthochschule Siegen.
Von 1988 bis 1991 war Karl Riha Direktor des Literarischen Colloquiums Berlin. In Galerie und Verlag Patio ist er Herausgeber der Verlagsreihe PA-RA-BÜ. An der Universität-Gesamthochschule Siegen betätigte Riha sich als Mitherausgeber der Editionsreihen MUK (Massenmedien und Kommunikation) und, mit Franz J. Weber oder Marcel Beyer, der Vergessenen Autoren der Moderne, der Reihe Experimentelle Texte und der Zeitschrift Diagonal. Die Edition Randfiguren der Moderne, von ihm herausgegeben mit Franz J. Weber, erschien seit 1988 im Postskriptum Verlag, Hannover.
1996 erhielt Riha den Literaturpreis der Stadt Kassel für grotesken Humor.
Karl Riha verfasste zahlreiche wissenschaftliche Publikationen, u. a. zu den Themen Moritat, Song, Bänkelsang, Commedia dell’arte, Dadaismus, Comics, Cartoons und Karikaturen sowie Mediengeschichte (Rundfunk, Film, Presse, Fernsehen). In seinen literarischen Veröffentlichungen verwendete er gelegentlich die Pseudonyme Hans Wald, Agno Stowitsch und Charlie Hair.

## Mitgliedschaften
- Berufenes Mitglied in der Deutschen Akademie für Fußball-Kultur[3]
- Mitglied im Literaturrat NRW
- Mitglied im PEN-Zentrum Deutschland.

## Werke

### Literarische Werke
- Nicht alle Fische sind Vögel. Gedichte und Prosa (1981).
- In diesem/diesem Moment. Gedichte, Bilder und Prosa (1984).
- So zier so starr so form so streng. Sonette (1988).
- GOMRINGER oder die anwendung der konstellation auf ihren erfinder (1989).
- Kitty in der Killerfalle und andere Prosa, Edition Literarischer Salon, Gießen (1990)
- Was ist mit mir heute los? (1994).
- Ich in einem stück und andere prosa (1999).

### Beiträge in Zeitschriften
- Lyrik unter der Linie (über V. O. Stomps, Hrsg.: Alphabet 1961. Lyrikjahrbuch), in: Sprache im technischen Zeitalter, Nr. 4 (1962), Seite 337–341.

### Wissenschaftliche Publikationen (Auswahl)
- Prämoderne – Moderne – Postmoderne. Suhrkamp, Frankfurt am Main 1994.
- Dada Berlin. Reclam, Stuttgart 1994.
- Reisen im Luftmeer. Ein Lesebuch zur Geschichte der Ballonfahrt von 1783 (und früher) bis zur Gegenwart / unter Mitarbeit von Ursula Tesch und Dieter H. Stündel herausgegeben von Karl Riha. Hanser, München / Wien 1983, ISBN 3-446-13682-7.
- Commedia dell'arte. Mit den Figurinen Maurice Sands. Insel, Frankfurt am Main 1980, ISBN 3-458-19007-4.
- Moritat, Bänkelsong, Protestballade. Zur Geschichte des engagierten Liedes in Deutschland. Athenäum-Fischer-Taschenbuchverlag, Frankfurt am Main 1975, ISBN 3-8072-2100-X und 2., erweiterte Auflage, Atheneum, Königstein am Taunus 1979, ISBN 3-7610-2100-3.
- Kasperletheater für Erwachsene. (Herausgegeben zusammen mit Norbert Miller). Insel, Frankfurt am Main 1978, ISBN 3-458-32039-3.
- Nachwort. In: Lesage: Der Hinkende Teufel. Bearbeitung der Übersetzung (aus der Mitte des 19. Jahrhunderts) von G. Fink durch Meinhard Hasenbein. Mit Illustrationen von Tony Johannot (aus der gleichzeitig mit der Übersetzung Finks erschienenen französischen Ausgabe von 1840). Insel, Frankfurt am Main 1978 (= insel taschenbuch. Band 337). ISBN 3-458-32037-7, S. 363–378.
- Cross-Reading und Cross-Talking. Zitat-Collagen als poetische und satirische Technik u. a. bei Georg Christoph Lichtenberg.  Metzler, Stuttgart 1971.
- Zok roarr wumm. Zur Geschichte der Comics-Literatur. Anabas Verlag Günter Kämpf, Steinbach 1970, DNB 457945192.

### Dissertation
- Die Beschreibung der „Großen Stadt“: Zur Entstehung des Großstadtmotivs in der deutschen Literatur (ca. 1750 – ca. 1850). Frankfurt am Main 1969, DNB 482056894 (Dissertation Universität Frankfurt am Main, Philosophische Fakultät, 18. Juni 1969, 182 Seiten); Buchhandelsausgabe als Frankfurter Beiträge zur Germanistik, Band 11, Gehlen, Bad Homburg vor der Höhe / Berlin / Zürich 1970, DNB 457945176.